# Еврейская община Вормса

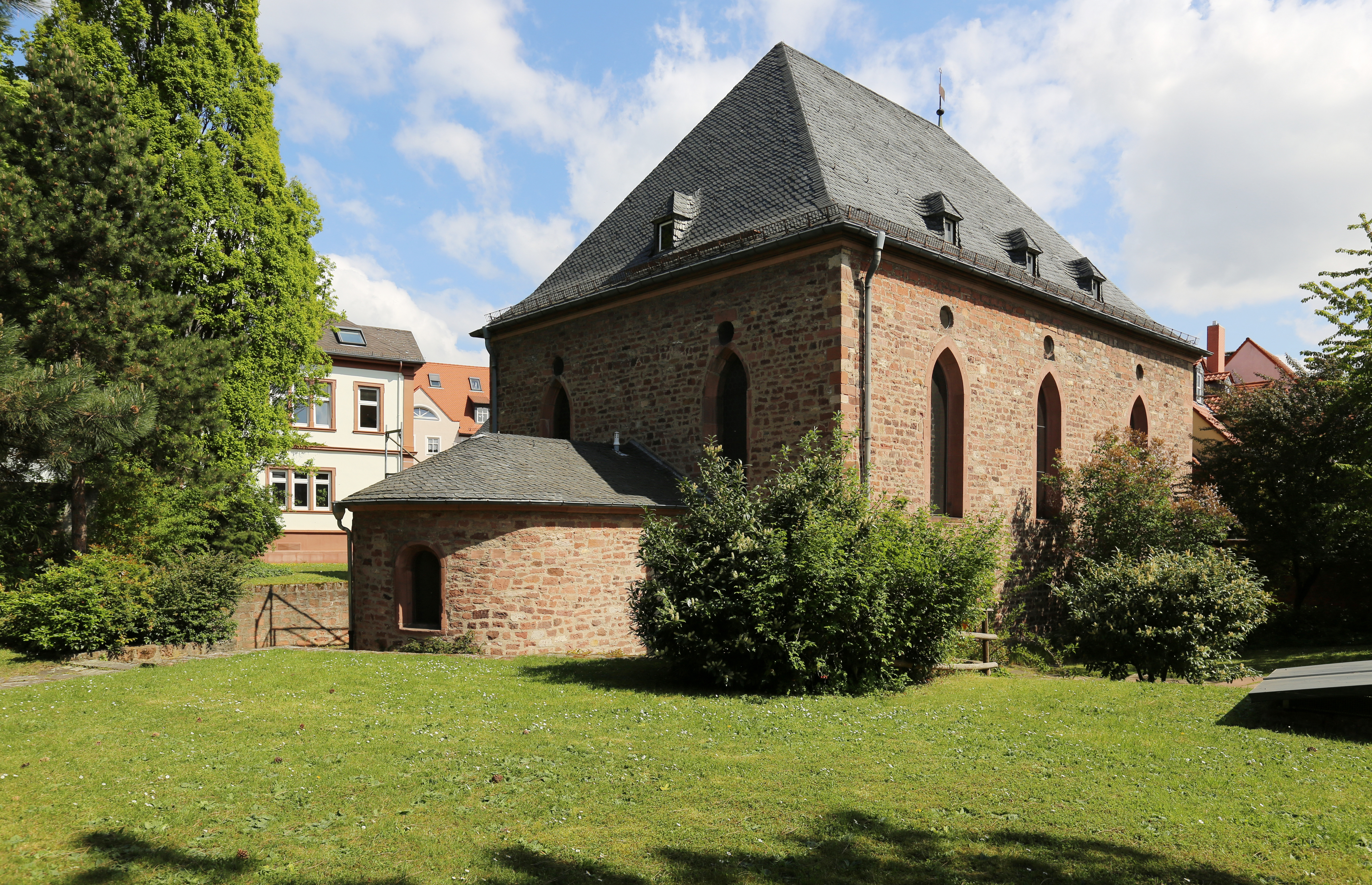
Старая синагога Вормса

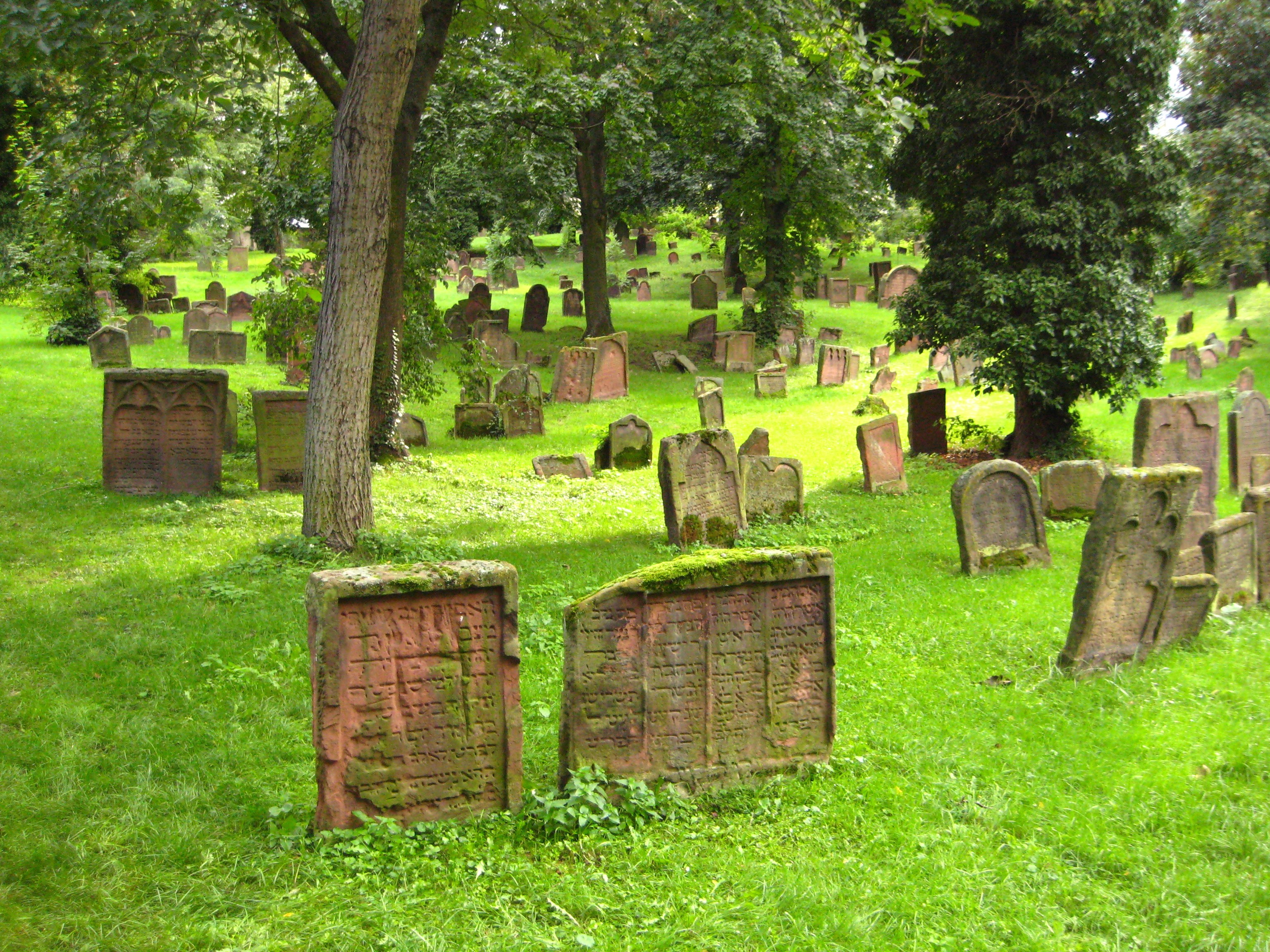
Старинное еврейское кладбище Вормса

Еврейская община Вормса (ивр. קהילה קדושה ווירמייזא‎)) была одной из старейших достоверно задокументированных еврейских общин в средневековой Европе. Она была уничтожена в XX веке нацистами. Благодаря своей древней истории, община Вормса занимает видное место в культурной памяти ашкеназского иудаизма.

## История

### Происхождение

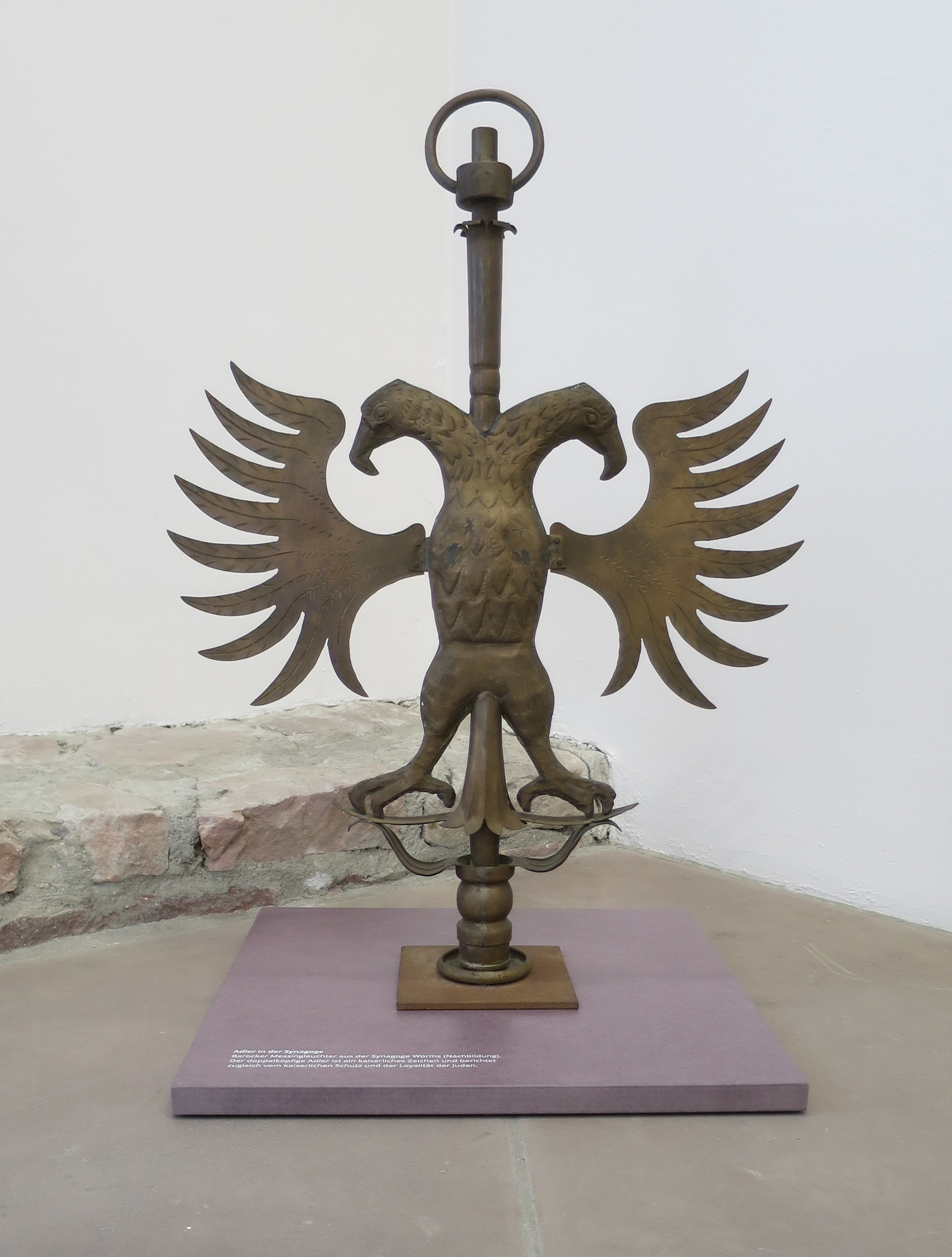
Имперский орел с люстры в синагоге Вормса. Это символизировало защиту общины со стороны императора.

В эпоху поздней античности вдоль Рейна существовали еврейские общины. Однако их преемственность в Позднем Средневековье не поддается проверке. В самопрезентации общины циркулировали легенды об основании, которые прослеживали существование общины до времени первого разрушения Храма в Иерусалиме.
Начиная с IX века еврейские купцы из Италии и Франции мигрировали на территорию, которая позже стала Германией. Территория должна была развиваться в соответствии с устремлениями королей. Иммигранты-торговцы из более развитых и урбанизированных районов стали частью этого инновационного толчка. Однако из-за скудности источников невозможно точно сказать, когда именно в городах вдоль Рейна сформировались местные общины. Этот недостаток исторических фактов уже воспринимался как пробел в позднем Средневековье и раннем Новом времени и был заполнен серией легенд создании местных общин.
Два самых старых письменных свидетельства о проживании евреев в Вормсе датируются 960 и 980 годами. Самым древним свидетельством существования еврейской общины является строительная надпись на синагоге в Вормсе, датированная 1034 годом. Это также старейшая сохранившаяся строительная надпись синагоги к северу от Альп. Самый старый надгробный камень на еврейском кладбище в Вормсе («Святой песок») датируется 1058/59 годом.

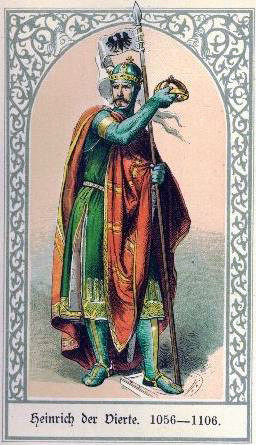
Генрих IV (Heinrich IV; 11 ноября 1050, Гослар, Германия — 7 августа 1106, Льеж, Бельгия) — германский король, император Священной Римской империи, представитель Салической династии.

18 января 1074 года император Генрих IV освободил евреев и других жителей Вормса от уплаты налогов.
Это самое старое упоминание о евреях в Вормсе в источнике из окружающего большинства общества.
В 1112 году Генрих V подтвердил хартию. В первой половине 1090-х годов он даровал евреям и другим гражданам Вормса еще одну обширную привилегию. Новая Хартия гарантировала всестороннее регулирование правовых отношений еврейской общины с христианским большинством, исключение епископа из суверенных прав над евреями  и высокие барьеры против обращения в христианство. Оригинал грамоты не сохранился, но имеется ряд более поздних подтверждений. В одном из документов императора Фридриха I от 6 апреля 1157 года говорится, что оригинал, подлежащий утверждению, был издан «во времена Салмана, епископа тех же евреев». Это старейшее сохранившееся упоминание о еврейском епископе Вормса, должности, которая была высшей функцией политической еврейской общины до конца Священной Римской империи.

### Период процветания

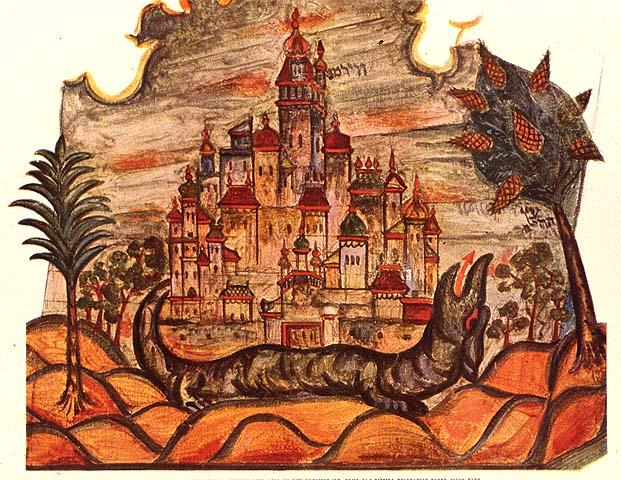
О широком влиянии общины Вормса свидетельствует эта фреска из города Вормс в синагоге Могилева, Беларусь.

Начиная с XII века община Вормса вместе с общинами Майнца и Шпейера образовала федерацию ShUM, аббревиатуру, образованную из начальных букв названий трех городов. Эти общины очень рано переняли немецкий обряд литургии, отличающийся от традиционного итальянского обряда. Все это было задокументировано в ранних молитвенниках и обычаях. Музыка также сыграла выдающуюся роль. Auch Musik Spielte Eine Hervorragende Rolle. Начиная с XIII века три общины также образовали федерацию по толкованию и применению юридических текстов. Центральным документом этой федерации является правовой сборник «Такканот Кехиллот Шум».
Начиная с XII века в Вормсе также зарождалось движение хасидов-ашкеназов («благочестивые ашкеназы»), чья религиозная практика характеризовалась строгими представлениями о чистоте, нечистоте и практиками покаяния. Семья Калонимидис, родом из Майнца, сыграла здесь центральную роль.
Благодаря своему относительному размеру, длительному существованию и тому факту, что противникам общины Вормса удалось лишь временно изгнать её из города до 1938 года, она сохранила свои давние традиции. Отсюда возник ряд собственных обычаев и молитвенных порядков, отличающихся от обычаев других общин. В женской синагоге были руководители молитв, которые проводили службу, пока она была физически отделена от мужской синагоги стеной.
Община Вормса была одной из крупнейших в Германии. В налоговом регистре Рейха за 1241 год она заплатила вторую по величине сумму после Страсбургской общины. В течение XIV века доходы от этого налога все чаще передавались различным должникам немецких королей.

### Правовой статус
В 1236 году хартия 1090 года, Вормсская привилегия, была распространена на евреев по всей империи. Интересная формулировка «judei et coeteri Wormatienses» (евреи и другие жители Вормса) встречается в привилегии на взимание пошлин 1074 года. Это показывает две вещи: во-первых, позднейший император обращался к евреям и христианам на одном уровне, и поэтому они не считались нижестоящими по закону. Во-вторых, христиане упоминаются только как «другие жители Вормса», что указывает на то, что привилегия взимания пошлин была в первую очередь интересна еврейским торговцам, а это означало, что торговля на дальние расстояния находилась в их руках.
Однако правовой статус еврейской общины постепенно ухудшался. Вопреки уставу 1090 года, епископу удалось получить значительные права над евреями в качестве городского лорда Вормса. Различные короли пытались обложить их дополнительными налогами или лишить их правовой защиты от должников. Город Вормс в разной степени стремился оказать поддержку еврейской общине в защите от подобных нападений. С другой стороны, были и такие политические расстановки сил, когда король защищал еврейскую общину от нападений со стороны города Вормс.
Община Вормса, наряду с Франкфуртом-на-Майне, как одна из немногих крупных общин, успешно сопротивлялась попыткам города изгнать ее. Кроме того, семья камергеров Вормса и, до конца существования Священной Римской империи, их ветвь семьи Дальберг обеспечивали защиту евреям в Вормсе.

### Внутренняя организация
Еврейская община управлялась советом из 12 членов («Парнасим»), которые кооптировали членов. Говорят, что совет возник в 11 веке.  Из числа ее членов выбирался лидер общины, «еврейский епископ Вормса». Выборы должны были быть утверждены христианским епископом. Еврейский совет просуществовал до перехода имперского города Вормс во Францию после Французской революции в конце XVIII века. Таким образом, в городе Вормс фактически существовало два самоуправления, причем христианское население уже численно преобладало. В 1312 году было достигнуто соглашение между еврейской общиной, с одной стороны, и епископом и соборным капитулом, с другой, которое закрепило конституцию еврейской общины с еврейским советом из двенадцати членов во главе. Споры между евреями решались в еврейском совете, где применялись только еврейские законы. Однако в спорах между членами обеих групп ответственность несла городская палата христианского большинства населения.

Еврей из Вормса и Ботта с желтым кольцом.

Еврейская женщина из Вормса, около 1600 года. Из: Thesaurus Picturarum, т. 23, л. 121–122.

Евреи могли получить гражданство, что означало полную налоговую и военную повинность, но не право голоса. Например, в 1201 году евреи участвовали в обороне города во время осады. Правила приема в гражданство были очень похожи для евреев и христиан. На практике еврейский совет нес почти исключительную ответственность за прием еврейских граждан. Как и христиане, евреи могли занимать должности только в пределах своей группы. До возникновения гетто на Юденгассе в середине XIV века евреи могли приобретать недвижимость и проживать по всей территории города.

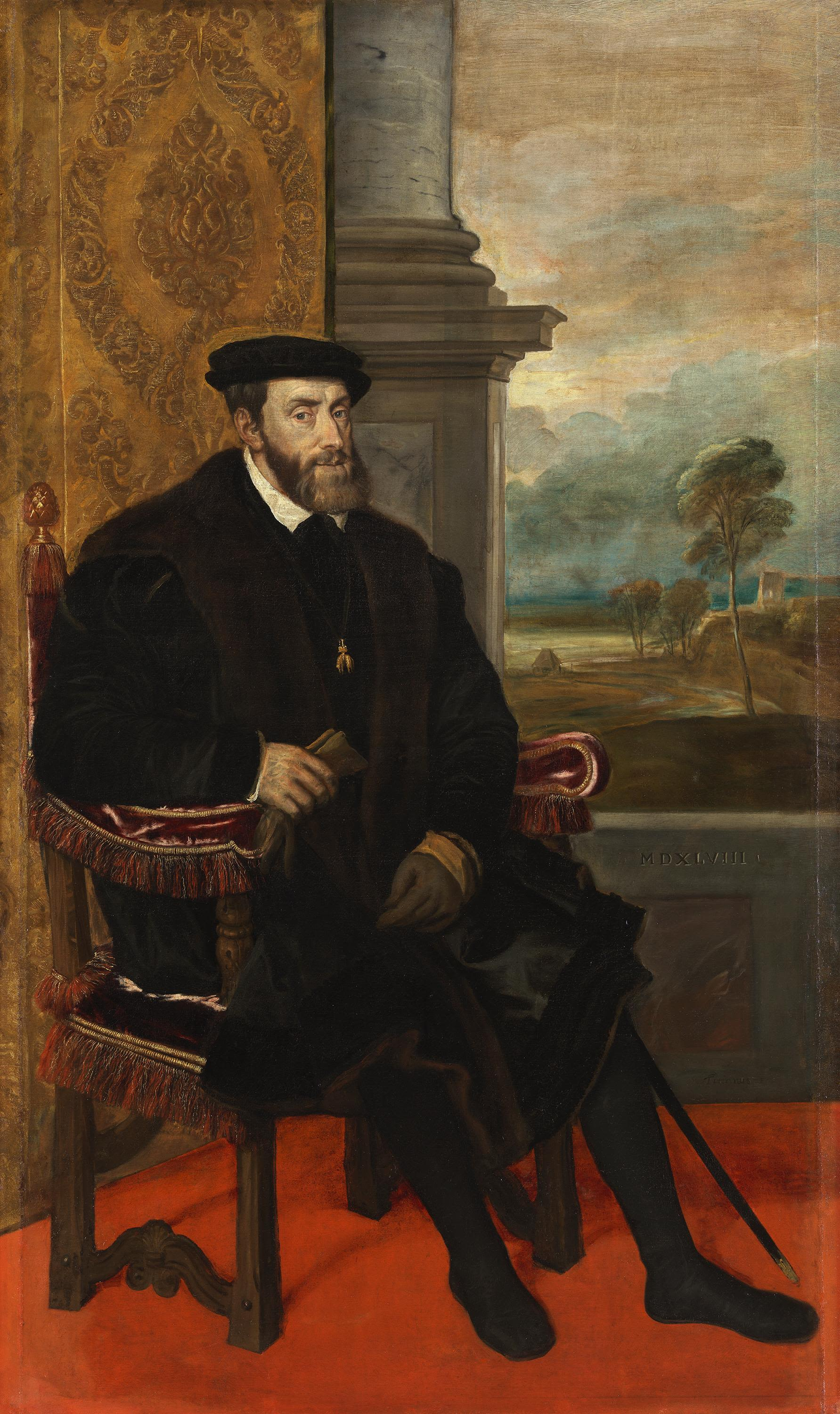
Карл V Габсбург (Carolus V).

Карл V назначил раввина Вормса Самуэля бен Элисе Зеезума верховным раввином Германской империи с резиденцией в Вормсе, и то же самое произошло 26 июня 1559 года при императоре Фердинанде I с раввином Якобом цу Вормсом. Во время Тридцатилетней войны город был вынужден разместить большое количество войск, что подорвало его экономику. Поэтому оно также пыталось вымогать деньги у еврейской общины, которая также сильно пострадала от войны. В 1641 году император утвердил новый городской еврейский указ, который впервые обязывал всех евреев носить желтое матерчатое кольцо, нашитое на одежду. После Тридцатилетней войны интенсивность нападений городских властей на еврейскую общину снизилась; теперь они были менее опасными для жизни и были направлены в первую очередь против еврейской собственности. Это закончилось только с захватом власти на левом берегу Рейна Францией в 1792 году.

### Позднее Средневековье и современность
В течение XIV века доходы от налога, который еврейская община платила немецкому королю, все чаще передавались королями различным должникам. Низшей точкой этого развития стала продажа прав 4 января 1348 года Карлом IV, императором Священной Римской империи, городу Вормсу. Поздний император оставил городу Вормсу всех проживавших там евреев «с их телами и имуществом и со всеми выгодами и правами», которые ранее ему принадлежали. Однако город не выполнил свою обязанность по защите. Год спустя, в 1349 году, около 400 евреев были убиты во время Чумного погрома.
Под давлением третьих лиц, понесших от этого экономический ущерб, особенно курфюрста Пфальцского Руперта I, городу пришлось снова принять евреев в свои стены в 1353 году.  Гетто возникло именно в это время, и вскоре входы в гетто были закрыты от остального города воротами.
Трёхсторонние отношения между императором, епископом и городом Вормс, а также связанная с этим конкуренция между тремя державами, с одной стороны, и еврейской общиной, с другой, привели к тому, что еврейская община — наряду с общиной Франкфурта-на-Майне — была одной из немногих крупных общин в городах Южной Германии, которая никогда не была навсегда выселена из города.
17 декабря 1558 года император Фердинанд I дал городу Вормсу разрешение на изгнание евреев. Однако епископ воспрепятствовал этому.  С другой стороны, были и политические расстановки сил, в которых король защищал еврейскую общину от нападений со стороны города Вормс. В различных ситуациях город Вормс пытался защитить еврейскую общину от внешних нападений.

### Преследования
В то время как в эпоху Позднего Средневековья евреи могли приобретать недвижимость и проживать по всей городской территории, после Чумного погрома наступило геттоирование. Со времен чумного погрома и до французской эпохи 1792 года евреи жили исключительно в кварталах Юденгассе и Хинтере-Юденгассе. Однако правовой статус еврейской общины ухудшился, как и правовой статус отдельных лиц. Различные короли пытались наложить дополнительные налоги на еврейскую общину или лишить еврейских кредиторов правовой защиты от должников. Евреи были ограничены в своей профессиональной деятельности, чтобы предотвратить конкуренцию с христианскими ремесленниками.

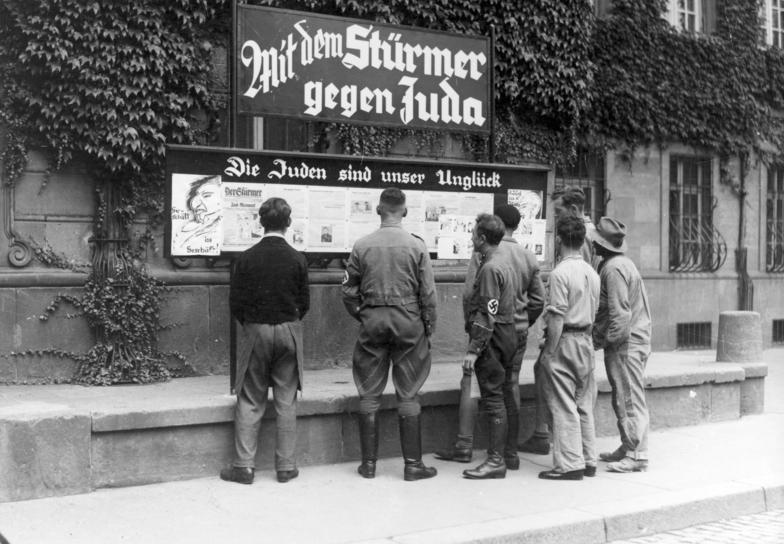
Стенд штурмовиков ("Der Stürmer") в Вормсе, август 1935 года.

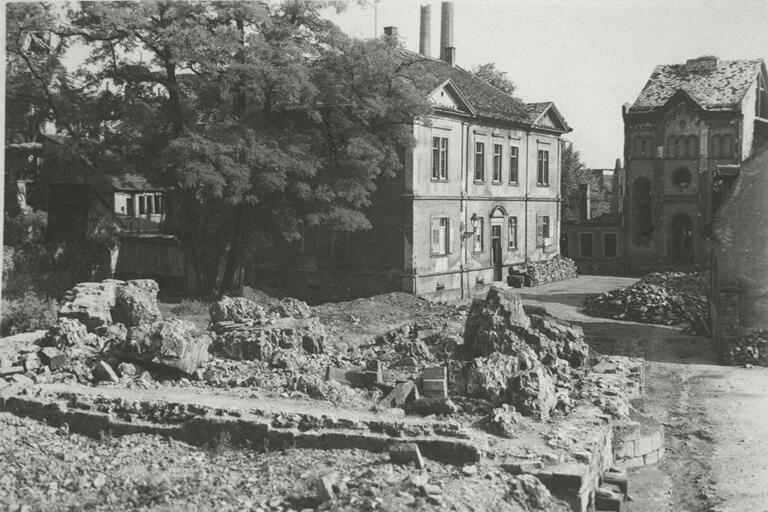
Разрушенная синагога после 1945 года

Однако уже со времен Позднего Средневековья община Вормса страдала от гораздо более масштабных угроз и погромов:
•	Первый крестовый поход 1096 года — первый известный в Вормсе. 18 и 20 мая 1096 года гонители убили всех евреев, которые еще не разбежались по своим домам, если только они не согласились креститься. Говорят, что погибло от 400 до 800 человек.

•	В 1146 году, в преддверии Второго крестового похода, вдоль Рейна возобновилось насилие против евреев. Центральной фигурой был Радульф Цистерцианец. Еврейская община бежала из Вормса.

•	В начале 1188 года еврейская община снова покинула город из-за надвигающегося погрома.

•	15 ноября 1196 года [48] жена и дети раввина Вормса Элеазара были убиты крестоносцами.

•	В 1278 году старое еврейское кладбище оказалось под угрозой уничтожения, предотвратить которое еврейская община смогла, только заплатив 400 фунтов геллеров.

•	1349 Чумной погром.

•	10 апреля 1615 года, в пасхальный понедельник, изгнание еврейской общины из Вормса, разрушение синагоги, повреждение старого еврейского кладбища. Еврейские жители не могли вернуться до января 1616 года под защитой пфальцских войск.

•	Разрушение Вормса французами 31 мая 1689 года. Общине пришлось покинуть город, их здания снова были серьезно повреждены, и только в 1699 году они смогли вернуться в город. В книге сбора средств на восстановление в 1698 году впервые в документах упоминается жертвовавшая средства еврейская община Грюнштадта в этом контексте.

•	Во время Хрустальной ночи в ноябре 1938 года синагога была серьезно повреждена. Среди обломков удалось сохранить множество оригинальных деталей. Синагога Леви еще больше пострадала от авианалетов на Вормс во время Второй мировой войны.

•	Во время Холокоста община была уничтожена. Более 400 жителей Вормса были депортированы и убиты. Депортация тех, кто не смог бежать заранее, проводилась несколькими «акциями»: 20 марта 1942 г., с 24 по 27 сентября 1942 г., 30 сентября 1942 г., в 1944 г. против «еврейских» партнеров от «смешанных браков» и 24 марта 1945 г. Роза Бертрам и Эрих Саломон из Вормса были расстреляны гестаповцами. Кроме того, многие из тех, кто изначально смог бежать за границу, были  пойманы и убиты.

Истории, собранные Юспой Шаммесом, отражают опыт общины Вормса вплоть до XVII века.

### Эмансипация

#### Новая синагога
В те времена, когда преследования не были широко распространены, община впитывала многочисленные культурные влияния из своей среды. Общины ШУМ адаптировали свои законы о браке, например, отказавшись от многоженства или значения, придаваемого мученикам. В XVII веке в отдельных случаях дети из еврейской общины посещали городскую школу. Однако религиозные различия были настолько велики, что в 1789 году празднование 100-летия разрушения города французскими военными силами было строго разделено, и каждая группа — католики, лютеране, реформаторы и иудеи — проводила свое собственное мероприятие.
С распадом структур Священной Римской империи иудрат (еврейский совет) был заменен общинным советом. Это было направлено на полную эмансипацию, которая могла быть достигнута в 1847/48 году, более чем через 40 лет после того, как это уже произошло во времена французского суверенитета, но на несколько лет раньше, чем во многих других немецких государствах.
Начиная с 1830-х годов евреи все чаще селились и открывали предприятия за пределами гетто. Около 1800 года в городе проживало около 500 евреев, около 1850 года — около 1000, что в значительной степени было результатом иммиграции из сельской местности. В 1849 году правительство Гессена назначило Фердинанда Эберштадта первым еврейским бургомистром в Германии. Он прослужил до 1852 года.
В 1840-х годах община раскололась по вопросам модернизации и адаптации к быстро меняющейся культуре за пределами общины на православное и более либеральное направления. Архитектурное выражение этому, среди прочего, было выражено в сносе разделительной стены между женской и мужской синагогами и установке органа. Затем ортодоксальная часть общины отделилась и в 1871 году построила свою собственную синагогу (Новую синагогу/Синагогу Леви) прямо напротив средневековой синагоги.

### Социальная среда
Около 1500 года Юденгассе еще не была полностью застроена. Городской пейзаж характеризовался многочисленными пустырями и разбросанными садами. Однако в конце XVII века, незадолго до разрушения города в ходе войны за Пфальцское наследство в 1689 году, Юденгассе была плотно застроена, без каких-либо пробелов в уличных фасадах. К 1760 году столь плотная застройка еще не была достигнута. В частности, в районе Хинтере Юденгассе имелось множество необработанных участков и садов.

## Численность населения
| Год  | Число евреев | Всего жителей Вормса\| |
| ---- | ------------ | ---------------------- |
| 1600 | 600          |                        |
| 1610 | 650 до 800   |                        |
| 1722 | 600          |                        |
| 1744 | 750          | 5000                   |

#### Учреждения
Учреждением, которое прославило общину Вормса далеко за пределами ее региона, была иешива, существовавшая там в Позднем Средневековье. Многочисленные теологи, прошедшие там обучение, заняли ведущие роли в общинах Северной Европы.
Община имела все необходимые для общинной жизни учреждения: синагогу, микву, общинный дом и общинное здание (на месте нынешнего Дома Раши). Вокруг этого ядра к концу Средневековья образовалось гетто. Оно состояло из улиц Юденгассе и Хинтере-Юденгассе и было защищено воротами в месте, где эти улицы вели в окружающий город. Обязанность евреев жить в гетто была отменена только после 1792 года, когда Вормс стал принадлежать Франции.
В 1924 году на первом этаже пристройки к женской синагоге был открыт Еврейский музей.  Движущей силой был Исидор Кифер, который все это создал и управлял. Большинство экспонатов музея были утрачены во время Хрустальной ночи.

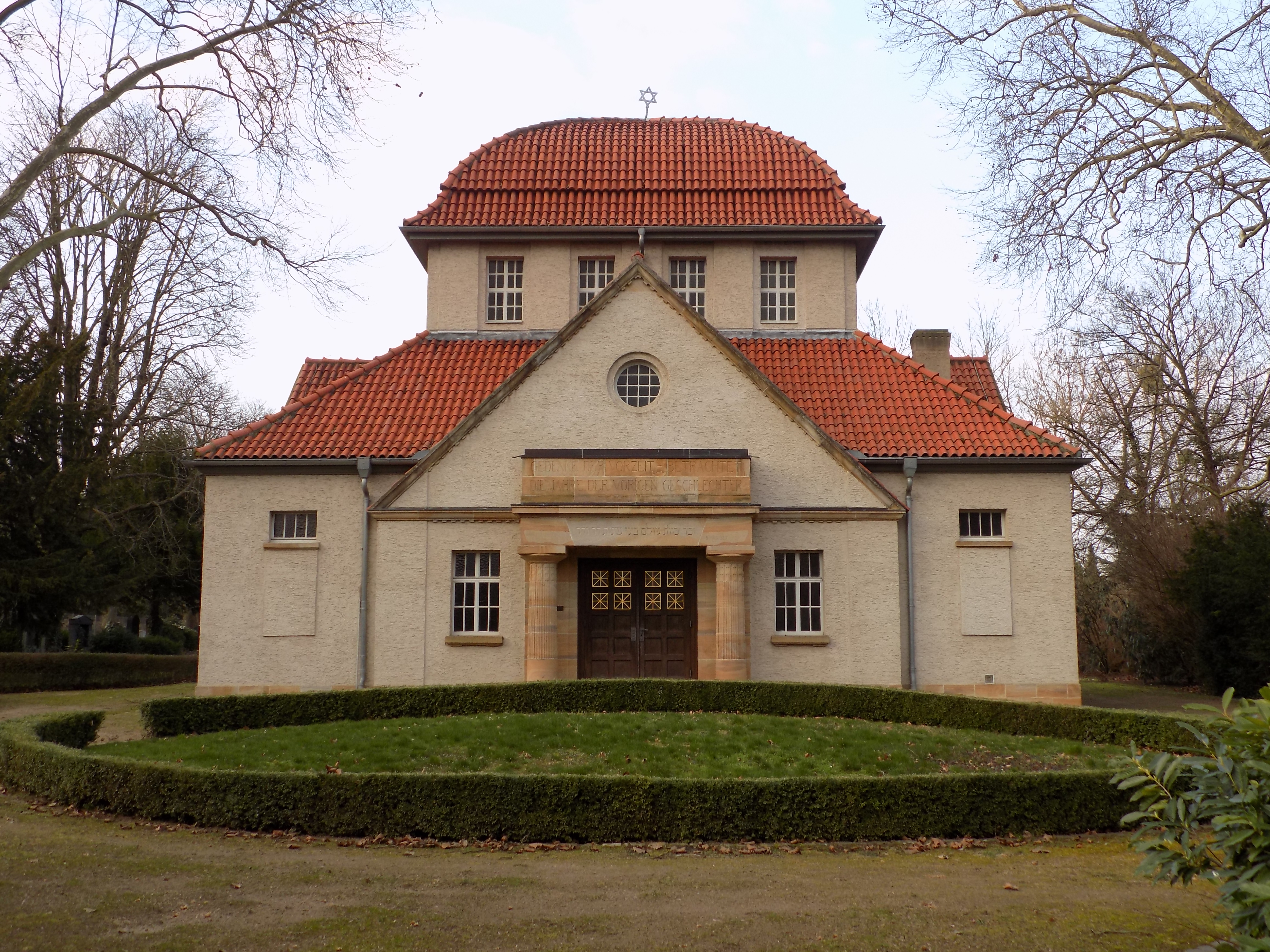
Еврейский траурный зал на кладбище Хоххаймер-Хёэ(Worms - Trauerhalle Neuer jüdischer Friedhof) в Вормсе.

Со времен Холокоста в Вормсе не было еврейской общины. Городскому архивариусу Фридриху Марии Иллерту удалось спасти часть культурных ценностей общины от уничтожения. К ним относятся архивы общины, средневековые рукописи и ранние печатные произведения, а также архитектурные элементы средневековой синагоги и ее пристроек. Еврейская часть кладбища Хоххаймер-Хёэ с собственным траурным залом также была сохранена. Обе синагоги получили серьезные повреждения.
После Второй мировой войны руины Новой синагоги были снесены в 1947 году, а старая синагога была реконструирована с 1958 по 1961 год на фундаменте исторического здания с использованием восстановленных архитектурных элементов.
В соответствии с государственным законом правопреемником бывшей еврейской общины Вормса стала еврейская община Майнца, которая в то время была единственной в Рейнланд-Пфальце. Однако первоначально и город Вормс, и Еврейская трастовая корпорация для Германии (Branche Francais) также заявляли о своих правах на сохранение архивов или Вормсского махзора . Это привело к соглашению, результатом которого в конечном итоге стало то, что одна часть (архивы общины и Вормсский махзор) были переданы Израилю, а другая часть стала собственностью еврейской общины Майнца, но осталась на хранении в городском архиве Вормса.  Синагога, миква, иешива Раши и сад при синагоге, а также старое еврейское кладбище принадлежат еврейской общине Майнца.
Еврейская община Майнца, Вормса и Рейнгессена является публичной корпорацией. Это единая община, считающая себя православной. Она действует на основании устава, принятого общим собранием. В общем собрании могут участвовать все члены сообщества. Каждые два года совет волонтеров избирается тайным голосованием. Он определяет основные принципы политики сообщества, ведет повседневную деятельность и представляет сообщество за его пределами.